# Обергосген
Обергосген (нім. Obergösgen) — громада  в Швейцарії в кантоні Золотурн, округ Госген.

## Географія
Громада розташована на відстані близько 65 км на північний схід від Берна, 36 км на північний схід від Золотурна.
Обергосген має площу 3,6 км², з яких на 21% дозволяється будівництво (житлове та будівництво доріг), 41,2% використовуються в сільськогосподарських цілях, 29,6% зайнято лісами, 8,3% не є продуктивними (річки, льодовики або гори).

## Демографія
2019 року в громаді мешкало 2271 особа (+7,1% порівняно з 2010 роком), іноземців було 28%. Густота населення становила 626 осіб/км².
За віковим діапазоном населення розподілялося таким чином: 18,6% — особи молодші 20 років, 60,4% — особи у віці 20—64 років, 21% — особи у віці 65 років та старші. Було 1024 помешкань (у середньому 2,2 особи в помешканні).
Із загальної кількості 494 працюючих 20 було зайнятих в первинному секторі, 130 — в обробній промисловості, 344 — в галузі послуг.